# Agra (site)

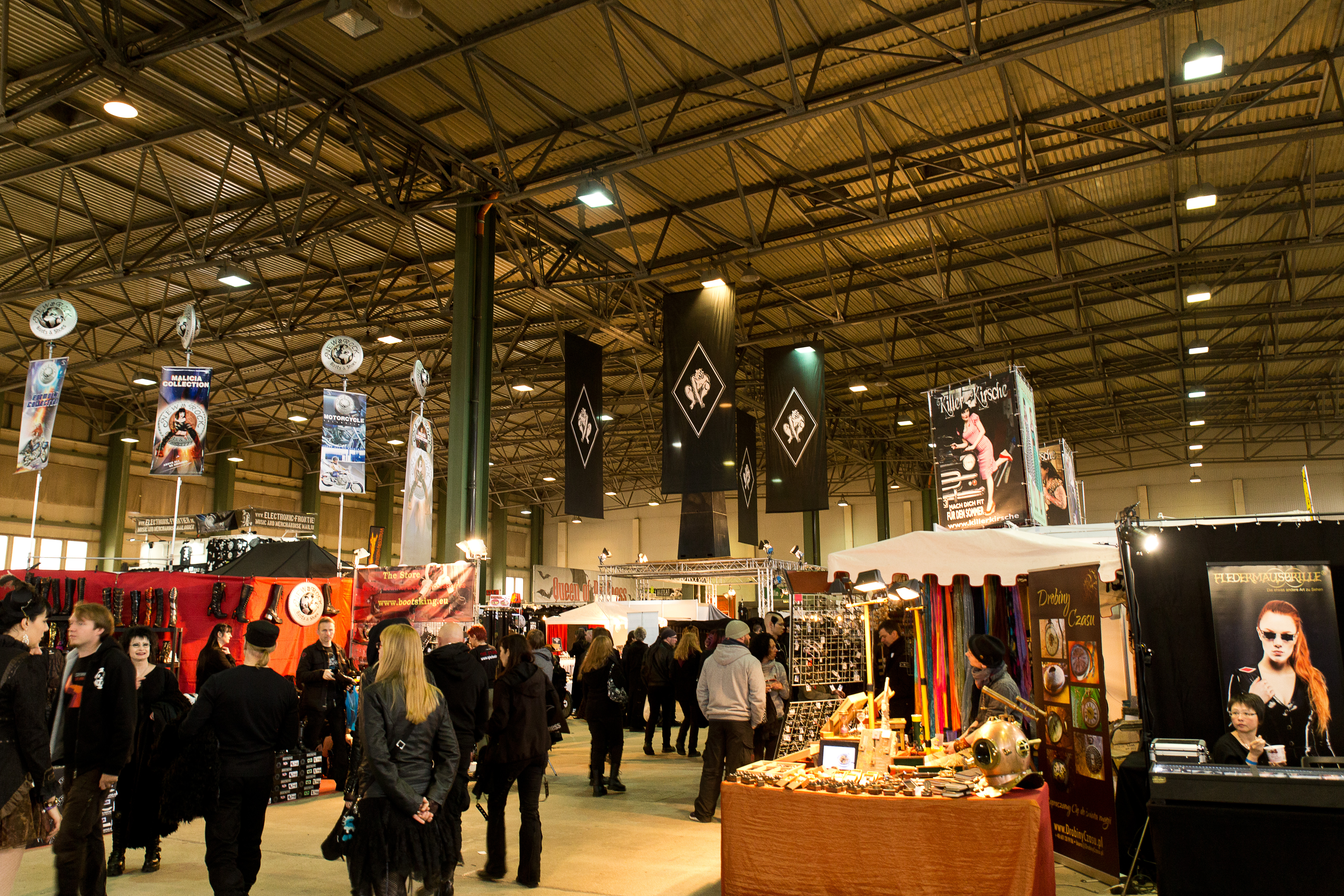
La halle 2 de l'agra pendant le Wave-Gotik-Treffen.

Pour les articles homonymes, voir Agra (homonymie).
Le site de l'agra au sud de Leipzig en Allemagne comprend un parc des expositions ainsi qu'un espace vert d'une surface totale de 190 ha. La combinaison d'un espace naturel et d'un complexe événementiel a pour origine la concomitance d'une exposition horticole et d'un salon agricole dans les premières années de la République démocratique allemande. Le salon de l'agriculture de la RDA du nom d'agra a donné son nom au site.
Avec une surface couverte d'exposition de 13 000 m2, un parking de 250 places et une fréquentation annuelle de 750 000 visiteurs, il s'agit du second complexe événementiel de Leipzig après le parc-expo de Seehausen au nord de la ville. Le parc paysager comprend quant à lui nombre de monuments répartis entre des champs, des jardins, des étendues d'eau et des bosquets. Le parc compte par exemple le musée de la photographie, la porterie de Dölitz ainsi que le moulin à eau sur la rivière Mühlpleiße.
Le site est destiné à différents types de foires, expositions, salons ainsi que des festivals. Il héberge notamment le Wave-Gotik-Treffen, un des plus grands festivals gothiques au monde, le Mittelalterlich Phantasie Spectaculum, un festival médiéval, l'exposition Tattoo & Lifestyle ainsi que la Fest der 25.000 Lichter (« fête des 25 000 feux »), où le public vient muni de lampions, de bougies ou toutes autres sources de lumières. En octobre a lieu une reconstitution historique de la Bataille de Leipzig.

## Situation

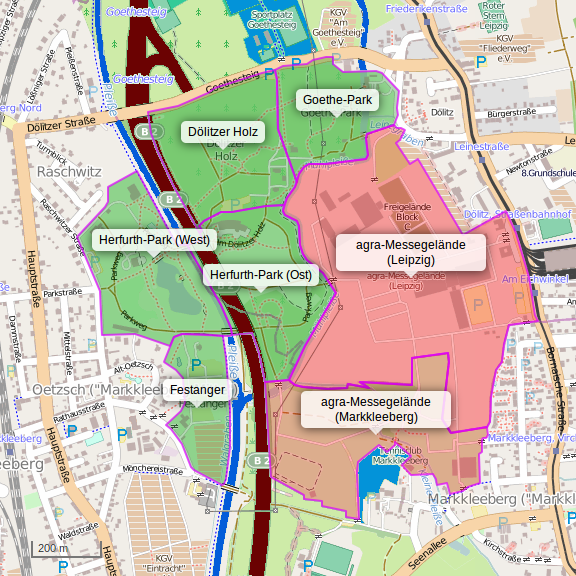
Le plan du site, avec le parc-expo en rouge et les espaces verts en vert.

L'agra est situé à Leipzig-Dölitz-Dösen et dans sa partie sud à Markkleeberg. On accède au parc-expo par le flanc est, via la Bornaische Straße. La Bundesstraße 2 traverse l'Agra comme une route surélevée. Il y a des discussions pour construire un tunnel à la place. À l'ouest du parc se trouve le centre-ville de Markkleeberg et au sud se trouve le lac de Markkleeberg.
Les 120 hectares de terrain sont divisés en deux zones :
- le parc paysager (agra-Park) s'étend au nord, à l'ouest et au sud de la zone. Le parc nord est composé du parc Goethe (Goethepark), du bois de Dölitz (Dölitzer Holz) et de la partie est du parc Herfurth (Herfurthpark), nommé en l'honneur du propriétaire foncier Paul Herfurth qui a inspiré sa conception. La partie nord est délimitée par la rivière Mühlpleiße à l'est (qui forme la limite avec le parc-expo) et la Bundesstraße 2 ainsi que la rivière Pleiße à l'ouest. La partie sud située à Markkleeberg est une zone de verdure entre la Pleiße et le petite Pleiße. La partie occidentale du parc est couverte également par l'Herfurthpark composé d'une mare, de la « pelouse des hêtres » (Buchen-Liegewiese) ainsi que de plusieurs monuments et musées.
- le parc des expositions (agra-Messegelände) est situé à l'est de la zone. Il est notamment constitué des trois halles en T et d'espaces ouverts. La Halle 1 fait 5 518 m2, la halle 2 fait 4 750 m2 et la halle 4 fait 3 000 m2 (il n'y a pas de halle 3)[3]. Au milieu des trois halles se trouve un vestibule (rez-de-chaussée) et un forum (premier étage).

## Histoire
L'origine du site actuel, partagé et cogéré entre Leipzig et Markkleeberg, remonte au XIXe siècle. En 1889, l'éditeur libéral et homme politique Paul Herfurth (1855–1937) acquiert un pré entre Städtelner Straße (aujourd'hui Raschwitzer Straße) et la Pleiße et s'y installe avec sa famille. Sa famille y restera après sa mort mais le terrain leur sera exproprié en 1945.
Une première exposition horticole d'horticulteurs locaux est organisée en 1948 sur le site, qui va beaucoup s'étendre dans les années qui suivent. Sous l'impulsion de l'agronome Oskar Baumgarten (1907-2008), le premier salon de l'agriculture de la RDA est ouvert sur place en 1952. Fort de son succès, le salon sous le nom d'agra Markkleeberg va se reproduire tous les ans. Le parc des expositions est alors développé.
Après que l'exposition horticole est déménagée à Erfurt en 1960, son site est transformé en parc public, qui représente le centre du parc actuel. Les foires et expositions diverses s'y sont multipliées et le succès était au rendez-vous : les manifestations de l'agra accueillait jusqu'à un demi-million de personnes, dont plus de 10 000 étrangers venant d'une centaine de pays différents. Rien qu'en 1969, l'agra reçoit 750 000 visiteurs. Des dizaines de halles mobiles et de pavillons étaient dressés chaque année.
Après la Réunification, le site a un peu perdu de son importance. Plusieurs foires et expositions ont déménagé au parc des expositions de Leipzig, dont le salon de l'agriculture. Depuis 2005, les espaces verts et le parc-expo sont gérés séparément. Il est prévu que l'espace naturel va être agrandi pour héberger des manifestations qui s'intègrent plus dans la nature.

## Monuments et musées

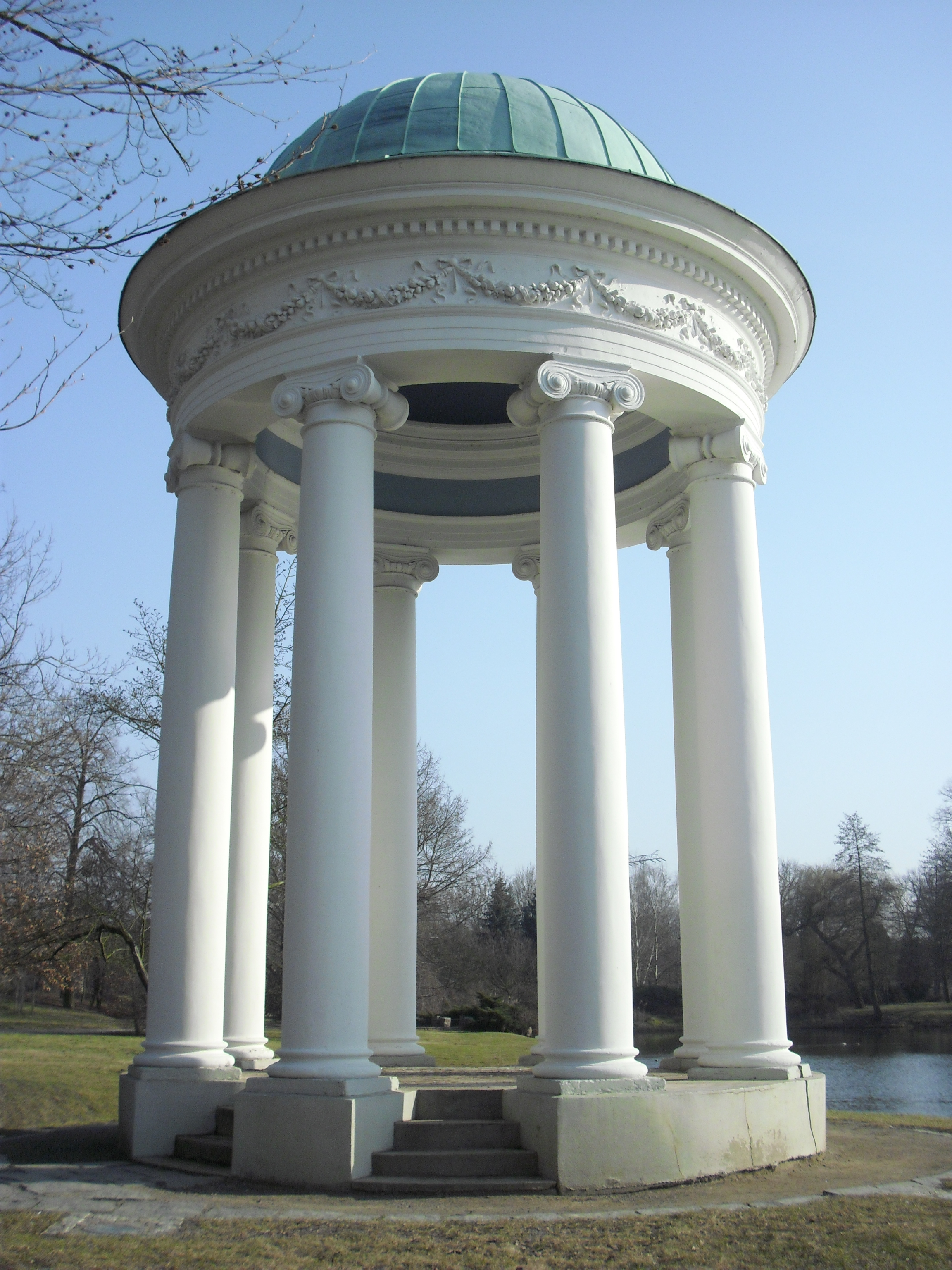
Le Musentempel (Monoptères).
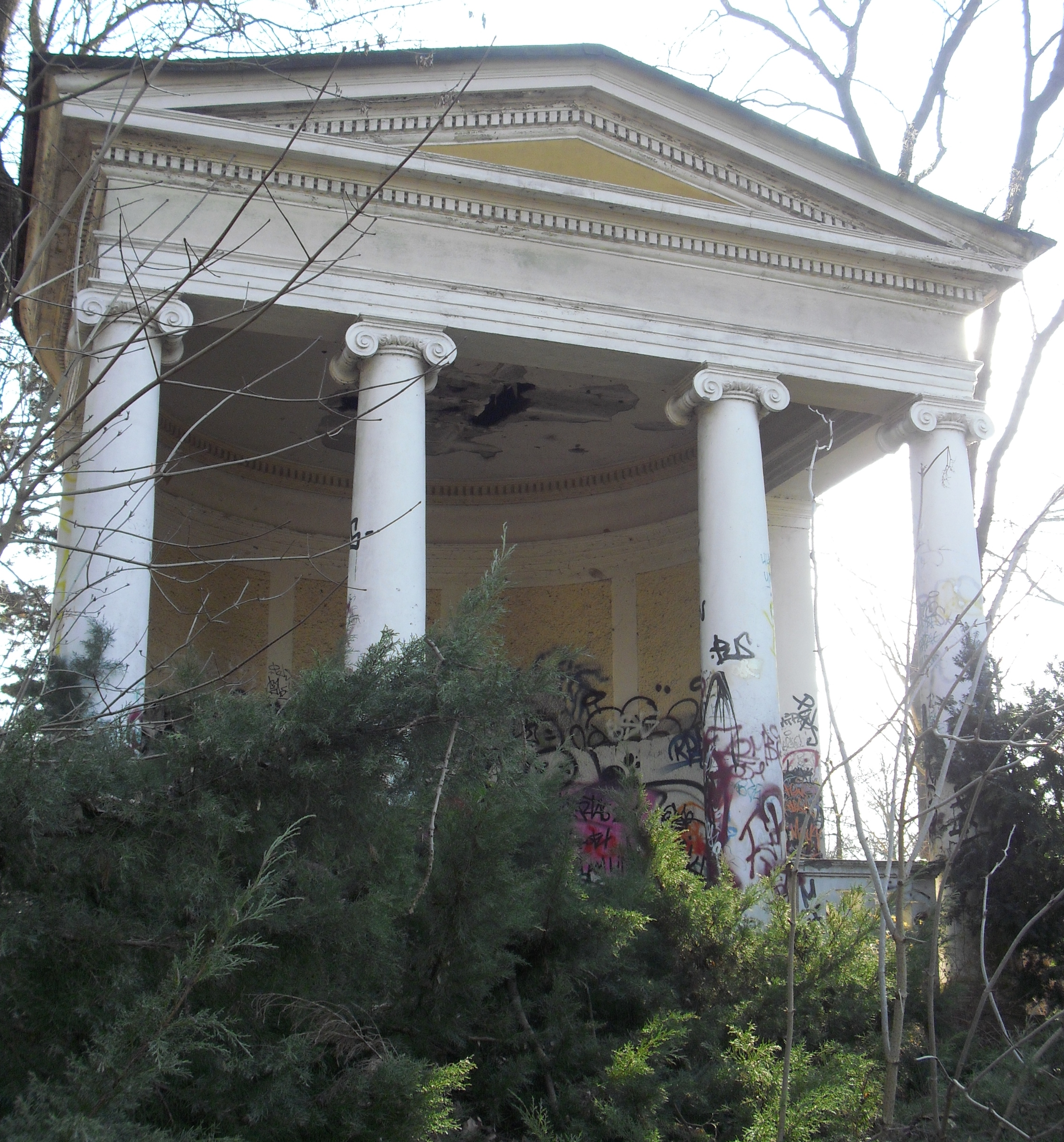
L'Antentempel (Temple d'Anté).
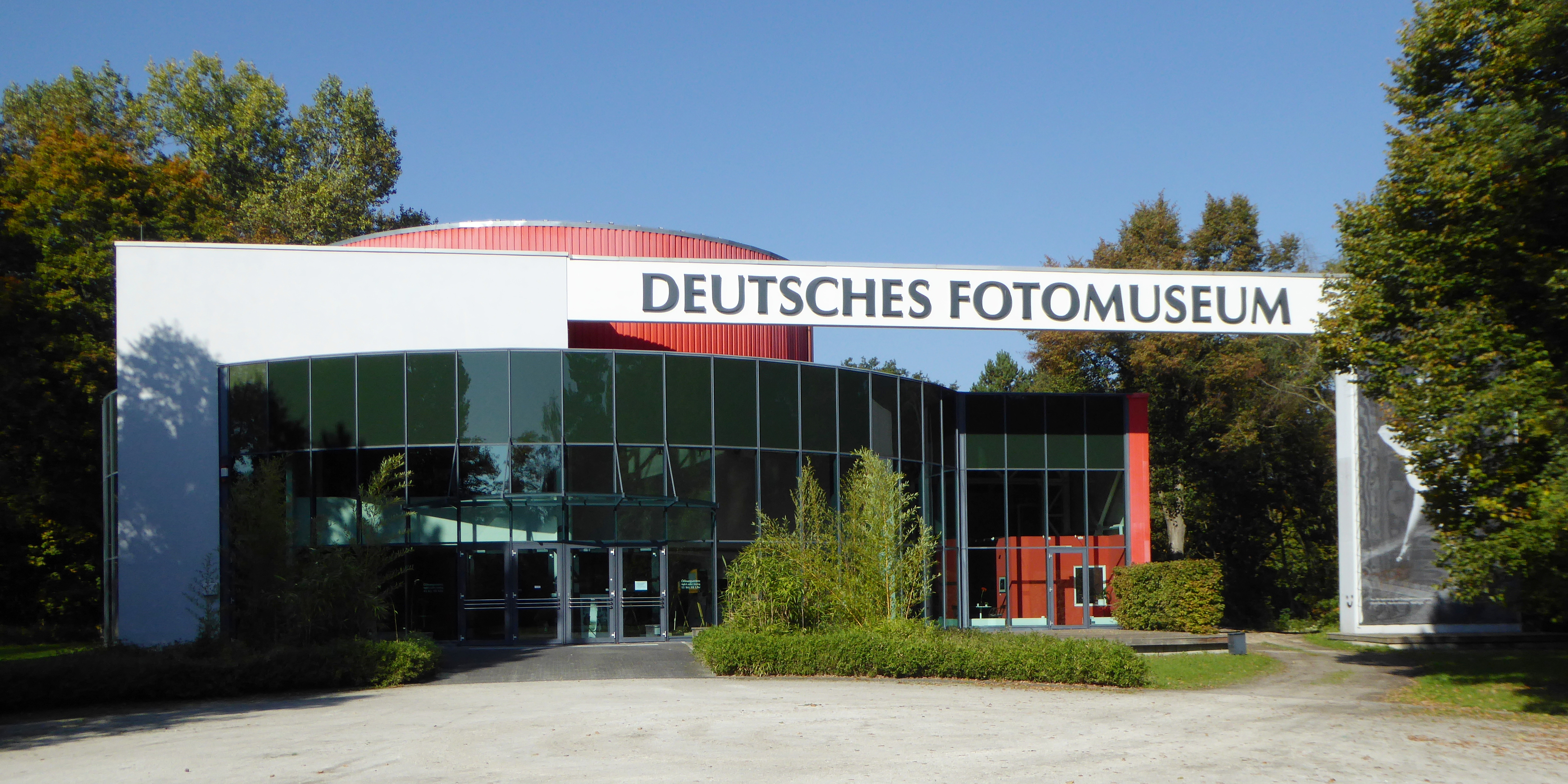
Le musée allemand de la photographie
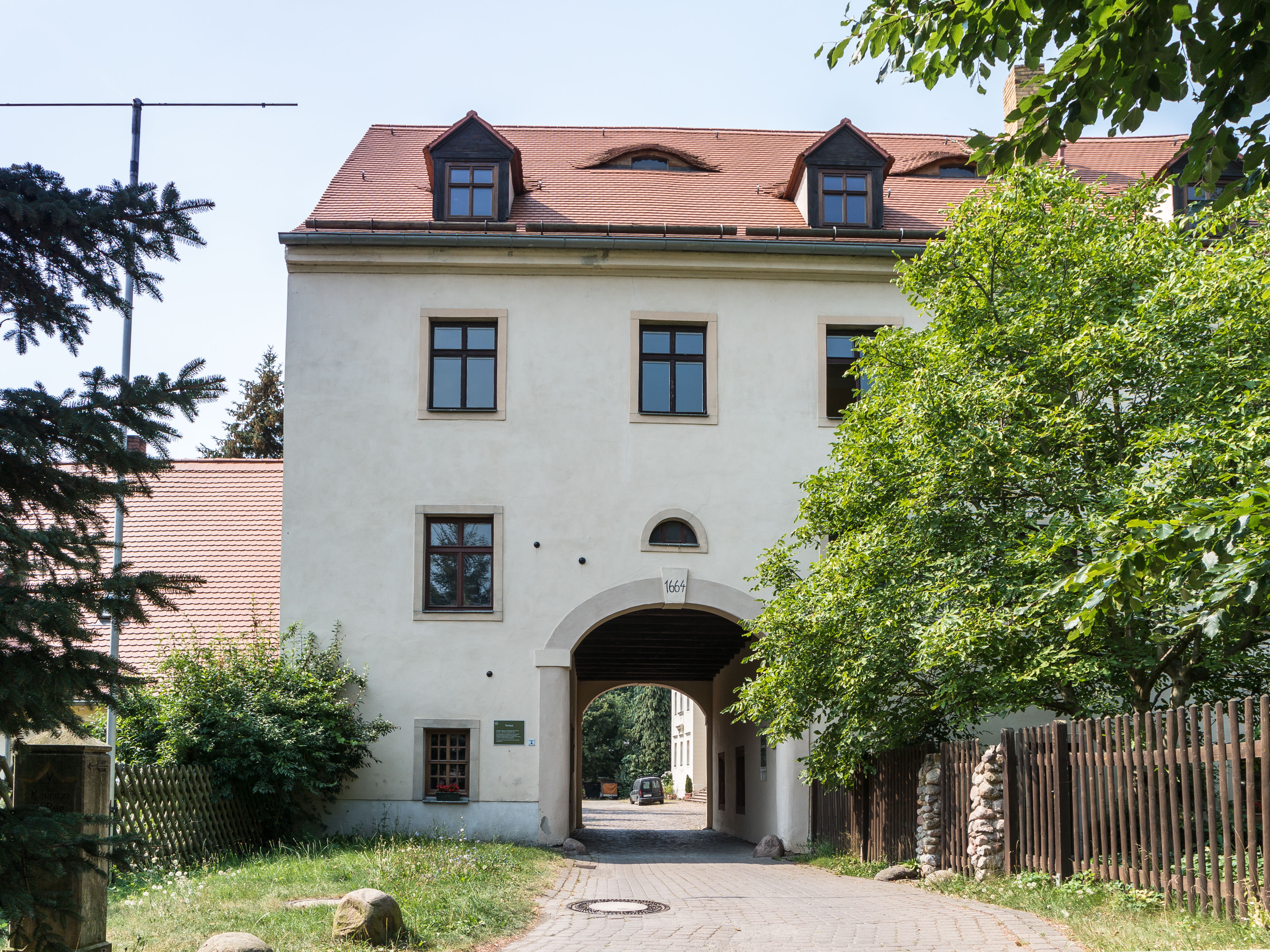
La porterie de Markkleeberg (musée de la Bataille des Nations).
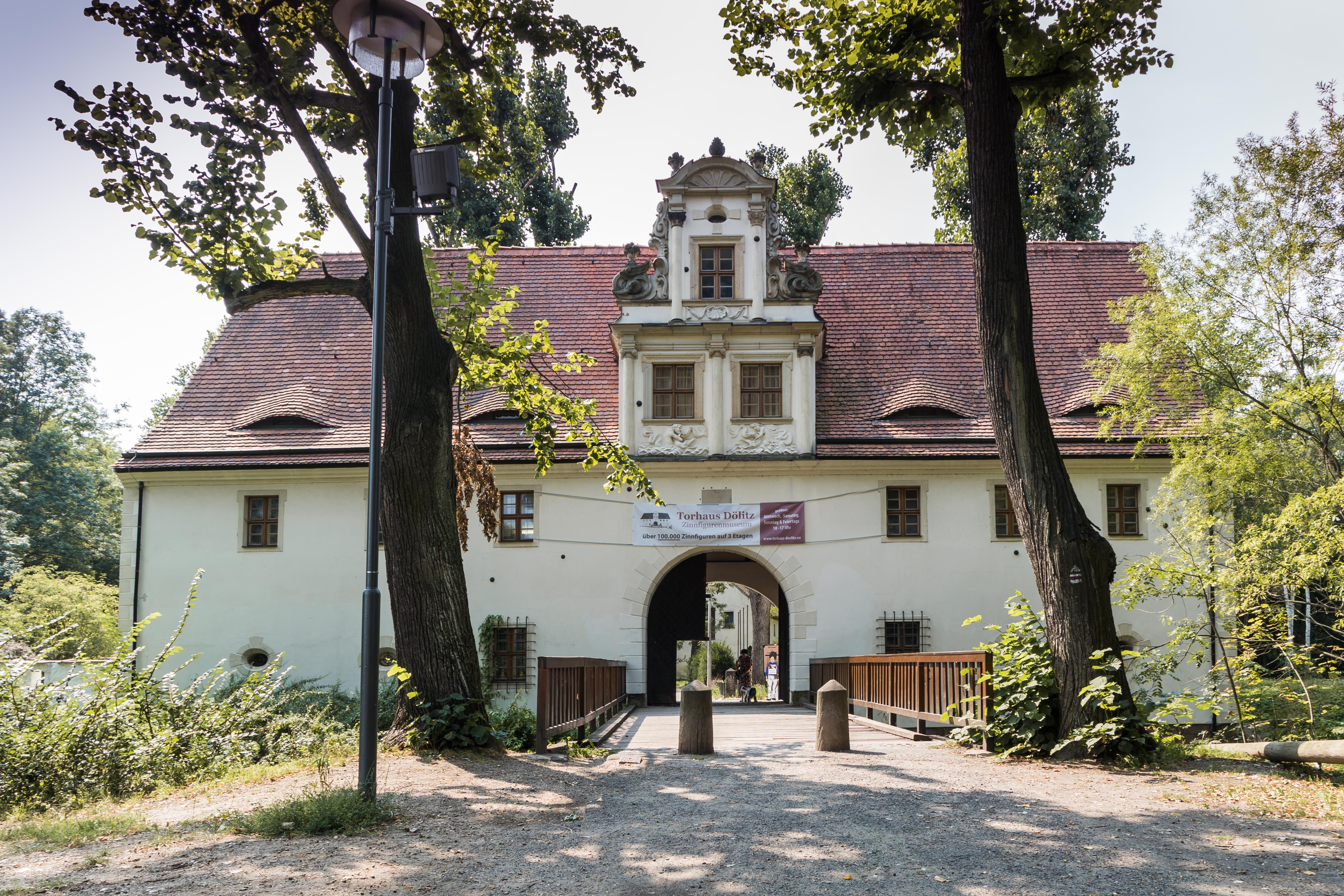
La porterie de Dölitz (musée de l'étain)
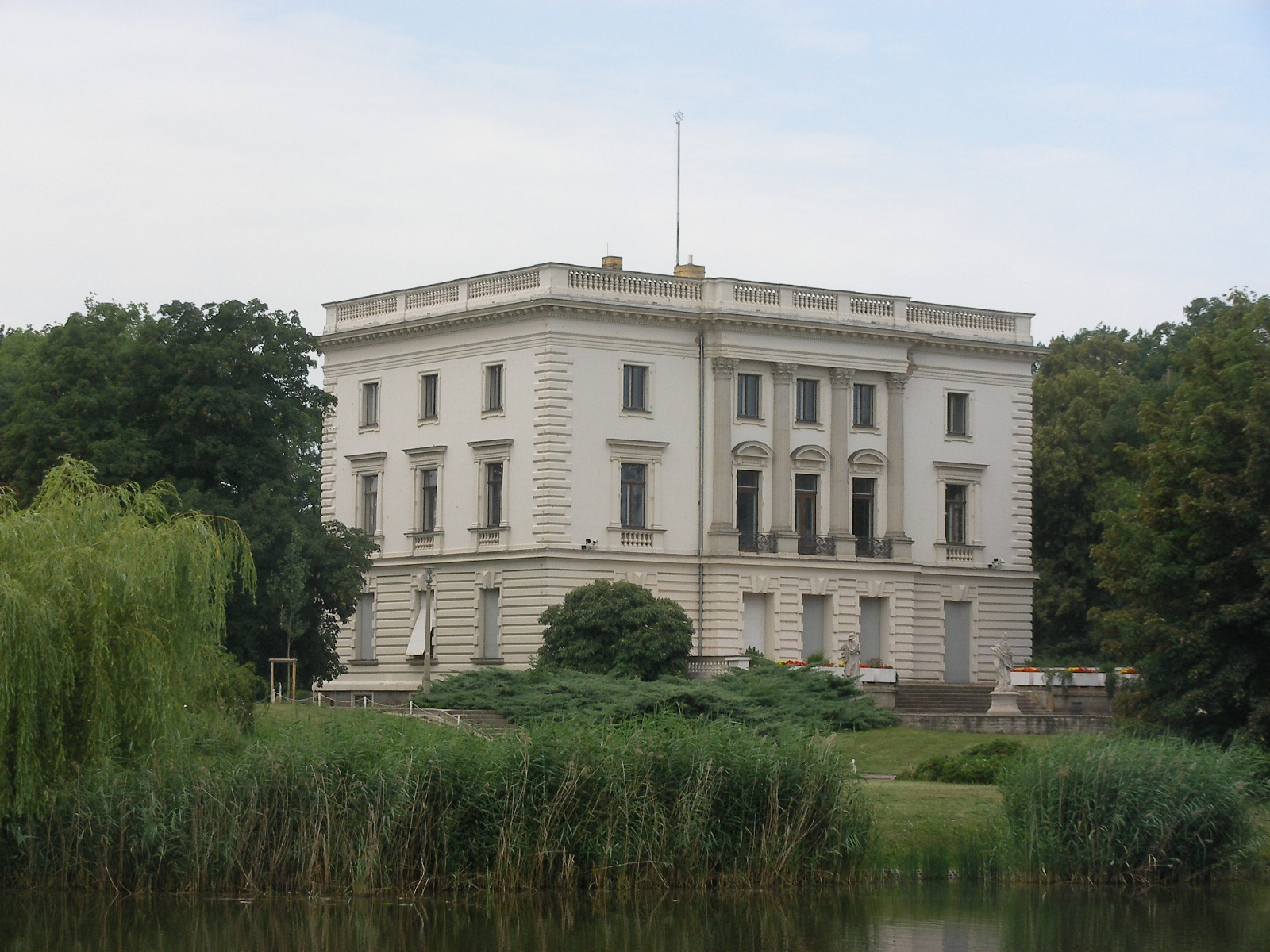
La Maison blanche (Weißes Haus)
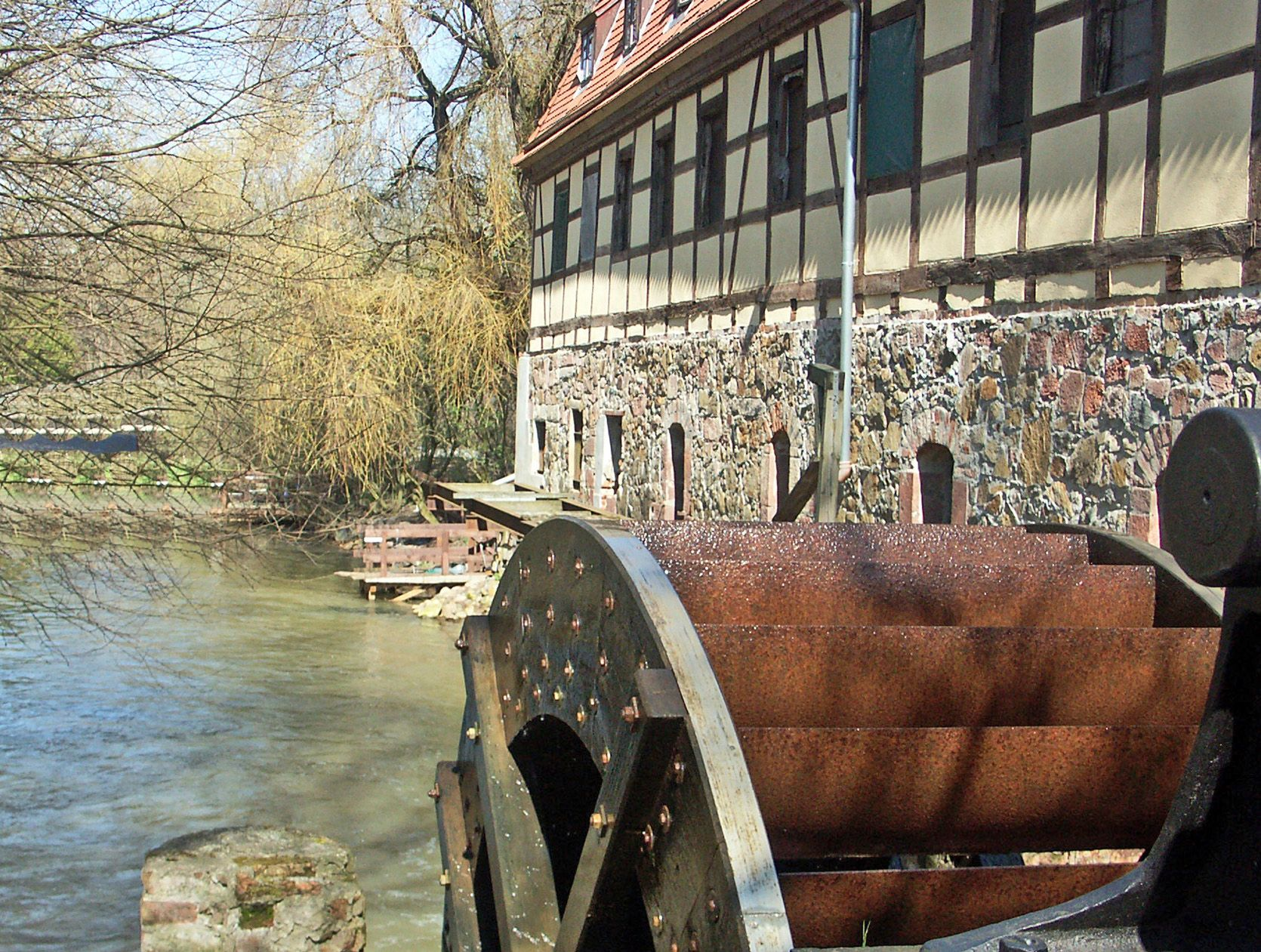
Le moulin de Dölitz.
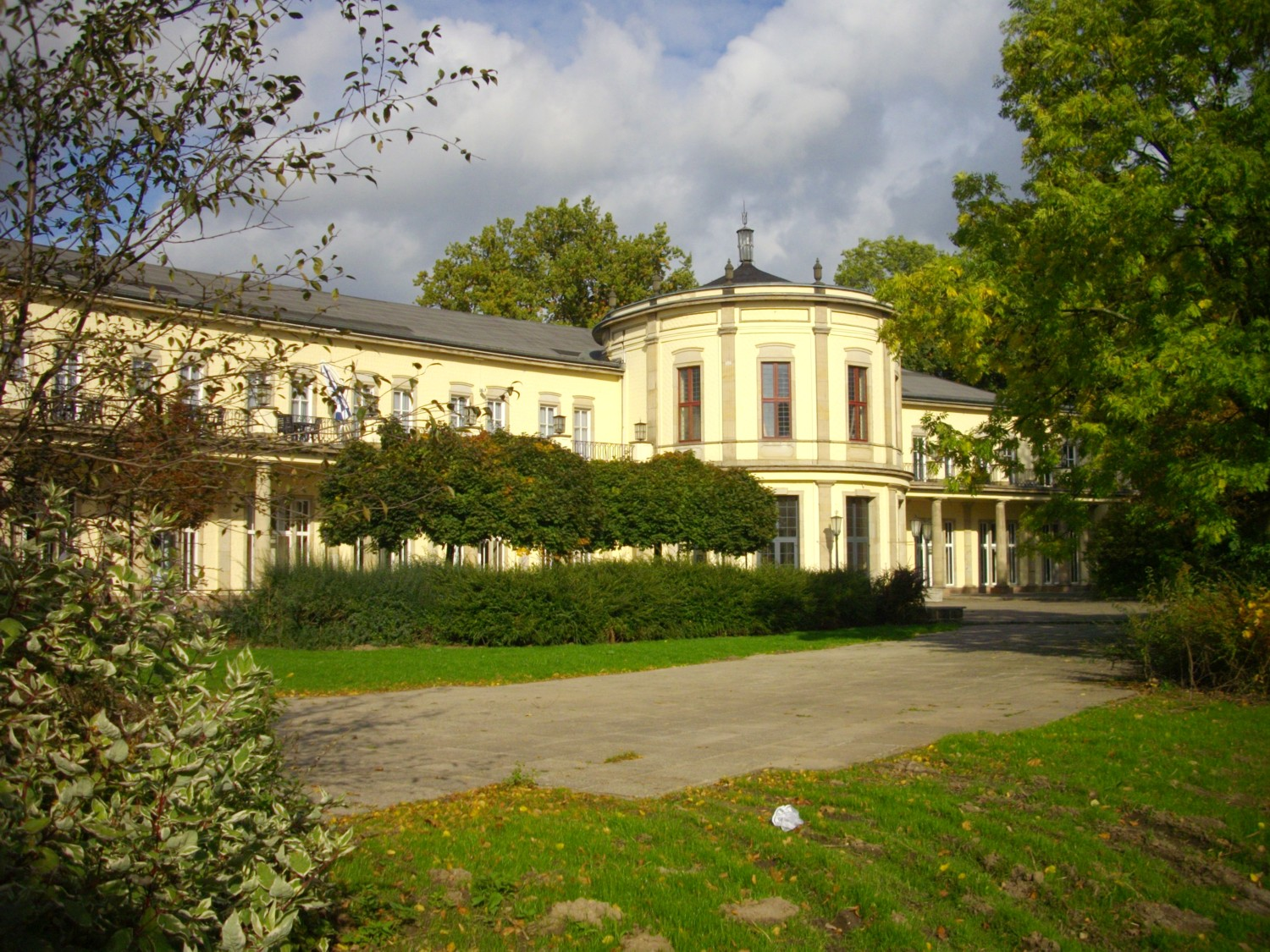
Restaurant du parc.